# Stenomesson pauciflorum
Stenomesson pauciflorum är en amaryllisväxtart som först beskrevs av John Lindley och William Jackson Hooker, och fick sitt nu gällande namn av Herb.. Stenomesson pauciflorum ingår i släktet Stenomesson och familjen amaryllisväxter.

## Underarter
Arten delas in i följande underarter:
- S. p. curvidentatum
- S. p. pauciflorum